# Муравьёв, Артамон Захарович
Артамон Захарович Муравьёв (12 октября 1793 — 4 ноября 1846) — декабрист, командир Ахтырского гусарского полка.

## Биография
Сын артиллерийского офицера, позднее действительного статского советника, Захара Матвеевича Муравьева (1759—1832) и Елизаветы Карловны фон Поссе (1761—1815), в первом браке Энгельгардт. Брат — Александр (1795—1842), генерал-лейтенант, командир дивизии; сестра — Екатерина (1796—1879), замужем за министром финансов, графом Е. Ф. Канкриным.
В 1809—1812 гг. учился в Московском университете (произведён в студенты на торжественном акте 1.7.1810). Жил в пансионе у профессора Х. Ф. Рейнгарда. Как и другие учившиеся тогда будущие декабристы (И. Д. Якушкин, М. Н. Муравьёв, Н. М. Муравьёв, П. Я. Чаадаев и др.), вероятно слушал лекции профессоров нескольких факультетов университета. В 1811 посещал занятия Московского общества математиков.
В службу вступил колонновожатым 5 августа 1811 года; 24 января 1812 года в звании прапорщика квартирмейстерской части был командирован в Дунайскую армию адмирала Чичагова.
Участник Отечественной войны 1812 года и заграничных походов (Бауцен, Дрезден, Кульм, Лейпциг, Париж). Подпоручик (26.2.1813), поручик (4.10.1813), штабс-капитан (18.3.1814).
Переведён в Кавалергардский полк 6 мая 1814 года; вернулся в Петербург — 18 октября 1814 года, назначен адъютантом к графу де Ламберту — 7 июня 1815 года. До 1818 года находился во Франции, в оккупационном корпусе гр. М. С. Воронцова. Ротмистр (6.7.1818), полковник (14.7.1820). С 12 декабря 1824 года — командир Ахтырского гусарского полка.
Член «Союза спасения», «Союза благоденствия» и «Южного общества» декабристов. 25 декабря 1825 года отказался давать Муравьёву-Апостолу свой полк. 31 декабря 1825 года был арестован и в восстании Черниговского полка никакого участия не принимал.
Сначала он полком командовал гусарским,

Потом убийцею он вызвался быть царским,

   Теперь он зубы рвет

      И врет.
Признанный по суду виновным в умысле на цареубийство (трижды вызывался на него) и в активном участии в мятеже (привлекал в тайное общество других и готовил их к мятежу), он был причислен к преступникам первого разряда и приговорён к смертной казни, а после помилования и смягчения участи сослан на вечную каторгу; позднее срок был сокращён до 20 лет (22.8.1826,), а затем — до 15 (8.11.1832) и 13 лет (14.12.1835).

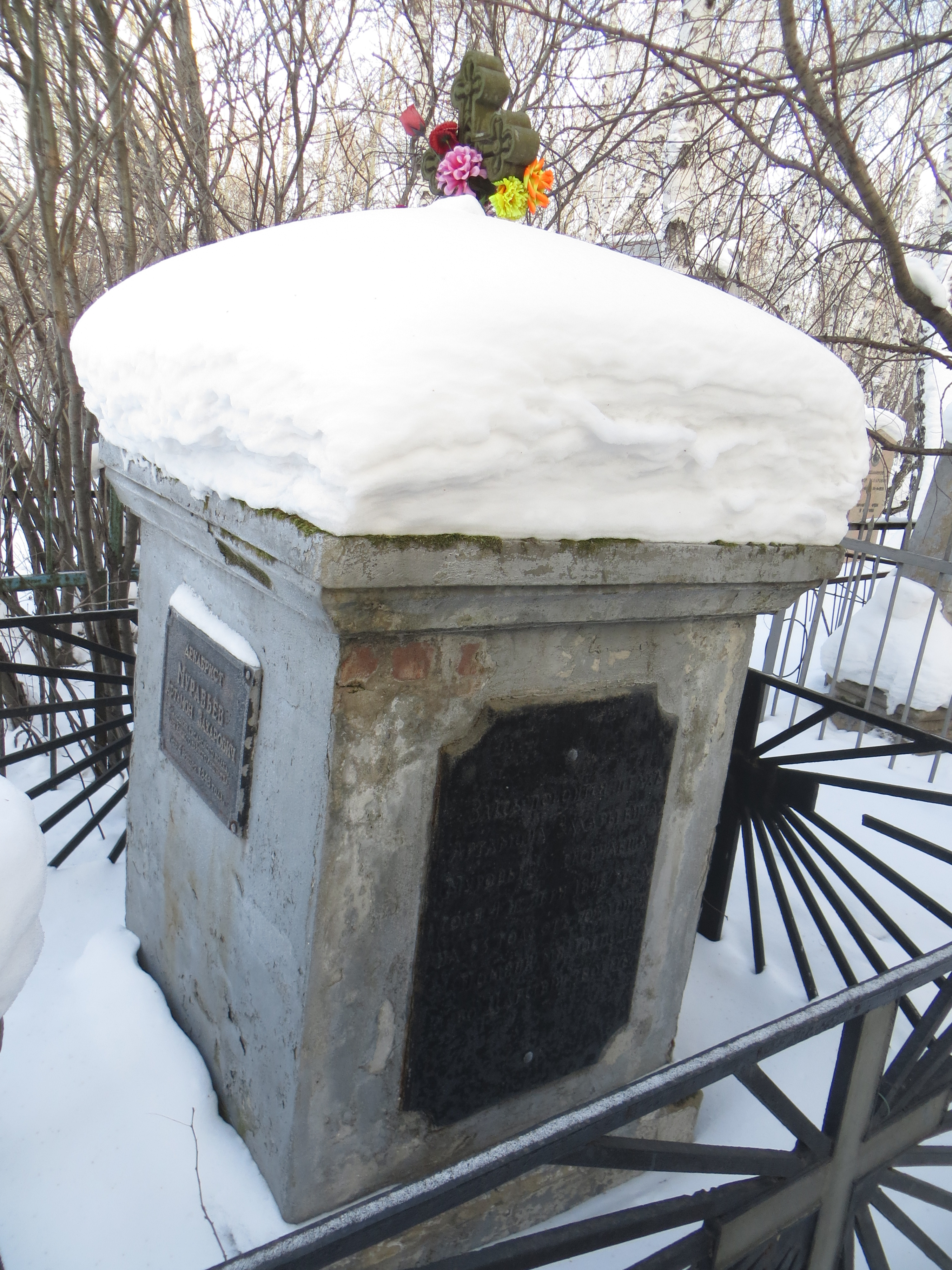
памятник на могиле Муравьёва

С 1826 года — в нерчинских рудниках. Ходатайства его сестры, графини Е. 3. Канкриной, 24.6.1837 и 5.7.1839 о назначении его рядовым на Кавказ отклонялись. По отбытии срока каторги (10.7.1839) в августе 1839 обращён на поселение в с. Елань Бадайской волости Иркутской губернии, переведён в с. Малая Разводная — 27.1.1840, где умер и похоронен в церковной ограде (при затоплении этого селения Иркутским морем в 1952 году прах перенесён на Лисихинское кладбище в Иркутске). Могила является памятником истории федерального значения.

## Семья

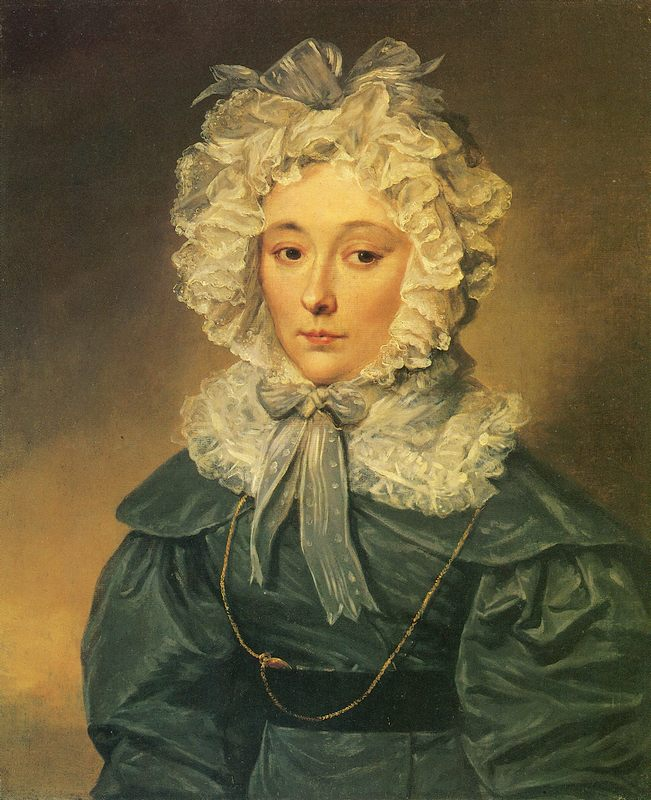
Вера Алексеевна Муравьева

С 2.11.1818 года женат на Вере Алексеевне Горяиновой (1790—1867), дочери вологодского губернатора и ростовского помещика Алексея Алексеевича Горяинова (1744—1826) и Матрёны Ивановны Малыгиной. Намеревалась приехать в Сибирь к осуждённому мужу, но по семейным обстоятельствам этого сделать не смогла. Перед самым отъездом Муравьёв писал ей: «Все существование моё в тебе и детях заключается — любовь, почтение и благодарность мои к тебе за твои чувства ко мне, невзирая ни на что, не могут быть мною описаны… Я не впаду в отчаяние; лишь бы ты берегла бы себя». Супругам не суждено было встретиться. Надолго пережив мужа, она сосредоточила все заботы на единственном оставшемся в живых сыне. Умерла в Петербурге.
- Никита (1820—28.03.1832[4]), умер от чахотки.
- Александр (12.09.1821[5]—25.06.1880[6]), председатель новгородской казённой палаты.
- Лев (1823—1831)

## Образ в кино
- «Союз спасения» — актёр Сергей Перегудов

## Комментарии
1. ↑  В метрической книге церкви Святых бессребреников и Чудотворцев Козьмы и Дамниана, что при артиллерийском лазарете записана дата рождения А. З. Муравьёва — 12 октября 1793 года — /Афанасьев С. И. «Друзья мои…» Дата обращения: 10 февраля 2017. Архивировано 11 февраля 2017 года.

## Документы
- Материалы следственного дела А. З. Муравьёва. Восстание декабристов. Документы. Т.XI, С.91-132.